# Distrito electoral de Plum Grove (condado de Pierce, Nebraska)
Plum Grove (en inglés: Plum Grove Precinct) es un distrito electoral ubicado en el condado de Pierce en el estado estadounidense de Nebraska. En el Censo de 2010 tenía una población de 943 habitantes y una densidad poblacional de 10,04 personas por km².

## Geografía
Plum Grove se encuentra ubicado en las coordenadas 42°23′34″N 97°32′41″O / 42.39278, -97.54472. Según la Oficina del Censo de los Estados Unidos, Plum Grove tiene una superficie total de 93.91 km², de la cual 93.86 km² corresponden a tierra firme y (0.05%) 0.05 km² es agua.

## Demografía
Según el censo de 2010, había 943 personas residiendo en Plum Grove. La densidad de población era de 10,04 hab./km². De los 943 habitantes, Plum Grove estaba compuesto por el 97.67% blancos, el 0.32% eran afroamericanos, el 0% eran amerindios, el 0.21% eran asiáticos, el 0% eran isleños del Pacífico, el 0.85% eran de otras razas y el 0.95% pertenecían a dos o más razas. Del total de la población el 1.91% eran hispanos o latinos de cualquier raza.